# Drama of Exile
Drama of Exile — шестой сольный студийный альбом немецкой певицы и композитора Нико, записанный в апреле—мае 1981 года и вышедший в 1981 году. Диск издан в двух вариантах.

## Создание
После записи альбома The End…, изданного в 1974 г., Нико расторгла контракт с фирмой Island и на довольно продолжительное время практически перестала заниматься музыкой, лишь изредка появляясь на концертах. Певица много снималась в кино, в частности, в фильмах Филиппа Гарреля, на которого она произвела глубокое впечатление, время от времени писала новые песни, представляя их на своих редких выступлениях: так, «Purple Lips» была впервые исполнена ею в 1975 г., а «Henry Hudson» — в 1977-м. Около 1978-го года Нико начала подумывать о записи нового альбома; на сей раз она отказалась от сотрудничества с Джоном Кейлом, продюсировавшим её пластинки The Marble Index, Desertshore и The End…, и заключила контракт с Филиппом Квилихином, корсиканским регги-музыкантом и продюсером. В итоге Drama of Exile вышел гораздо более легким и позитивным (однако вместе с тем и несколько более примитивным), нежели прошлые альбомы Нико, в музыке, прежде — почти всегда акустической, появились электронные элементы.

## Судебные разбирательства
Оригинальная версия альбома была издана фирмой Aura в 1981 г. Вскоре начался судебный процесс о правах на альбом между Aura и продюсерами Нико; участники процесса описывали ситуацию по-разному, поэтому сложно сказать, что произошло на самом деле.
Так, Жан Паскье утверждал:

Звукооператор украл записи и продал их фирме Aura, незамедлительно издавшей их. Естественно, мы подали на них в суд… Почти все проданные пластинки были, по сути, нелицензионными. Мы переиздали альбом с Invisible Records, однако он был издан крайне низким тиражом и стал, скорее, чем-то вроде коллекционного издания.
Оригинальный текст (англ.)...А sound engineer stole the unfinished record and sold it to the company Aura which released it immediately. Of course we sued them... The most commonly sold version of Drama Of Exile is unauthorized. We released the original form with Invisible Records but only in a very small edition and so it’s more a collector’s item.

Совсем иначе выглядит эта история в версии Дейва Томпсона:

Aura согласилась финансировать альбом… Контракты были составлены, фирма возместила издержки производства — запись началась. (…) Но, когда альбом был почти закончен, Дьюджет, неофициальный менеджер Нико, договорился передать записи одной фирме, не заплатив Aura. Начались судебные разбирательства… В 1983 г. Aura выиграла суд; Филипп Квилихин был недоволен, поэтому он вернулся в Париж с записями, смикшировал их заново, и вскоре во Франции была издана нелицензионная версия альбома.
Оригинальный текст (англ.)Aura offered to finance one album... Contracts were drawn up, Aura advanced the production costs and recording began almost immediately... With the album nearly finished.., N. Duget (Nico's unofficial manager) had arranged to steal the master tapes from the studio and sell them, without reimbursing Aura.  A legal battle ensued... In 1983, having won the legal battle, Aura proceeded to release the album. P.Q. was angry and taking no notice of the legal restrictions involved, went back to Paris with some tapes he had secretly copied during recording, he remixed those tapes and had an illegal version of the album released in France.

В общей сложности судебные разбирательства продолжались три года; в итоге права на издание Drama Of Exile в оригинальном варианте остались за Aura. Позднее он был переиздан фирмой Cleopatra Records на CD.

## Список композиций

### Оригинальная версия
1. «Genghis Khan» — 3:52
2. «Purple Lips» — 4:10
3. «One More Chance» — 5:38
4. «Henry Hudson» — 3:54
5. «I'm Waiting for the Man» (Лу Рид) — 4:13)
6. «Sixty/Forty» — 4:50
7. «The Sphinx» — 3:30
8. «Orly Flight» — 3:55
9. «Heroes» (Дэвид Боуи, Брайан Ино) — 6:06

### Альтернативная версия (Invisible Records)
1. «One More Chance» — 4:13
2. «The Sphinx» — 4:00
3. «Sãeta» — 3:40
4. «Genghis Khan» — 3:34
5. «Heroes» (Дэвид Боуи, Брайан Ино) — 5:41
6. «Henry Hudson» — 3:46
7. «60/40» — 4:35
8. «Orly Flight» — 2:48
9. «Vegas» — 3:30
10. «I’m Waiting For the Man» (Лу Рид) — 4:14